# Sébastien Garnier
Pour les articles homonymes, voir Garnier.
Sébastien Garnier, né à Blois et mort en 1607, est un magistrat et un poète français du XVIe siècle.

## Biographie
Avocat général à la chambre des comptes de Blois (1584), Sébastien Garnier exerce la fonction de procureur du roi à Blois et de maître des eaux et forêts. 
En 1593-1594, il publie une épopée sur Saint Louis, Loyssée ainsi qu'une Henriade qui a été réimprimée en 1770 à Paris pour permettre d'accuser Voltaire de plagiat.